# Церковь Державной иконы Божией Матери (Белая Калитва)
Церковь Державной иконы Божией Матери — православный храм в городе Белая Калитва Ростовской области. Относится к Белокалитвенскому благочинию Волгодонской епархии Русской православной церкви.

## История
Приход православной организации Державной иконы Божией Матери был образован в 2002 году. В ноябре того же года было выделено временное помещение для храма, первая служба в нём состоялась 15 марта 2003 года — в день обретения Державной иконы Божией Матери.
В январе 2004 года был вырыт котлован и заложен первый камень. Пожертвования собирали жители всей Белой Калитвы; во главе с администрацией города был создан попечительский совет. В 2007 году церковь была возведена. В 2014 году были не окончены строительные работы снаружи и внутри храма . Подготовлены стены под роспись. Работы по строительству Храма не окончены до сих пор. На данный момент не обустроено помещение под церковную лавку и не расписаны стены. Ведутся подготовительные работы по обустройству звонницы.
С 2009 года настоятелем храма являл протоиерей Василий Валентинович Маштанов. 5 мая 2015 года решением Священного Синода Василий Маштанов был избран епископом Шадринским и Далматовским. Вместо него новым настоятелем храма Державной иконы Божией Матери стал протоиерей Александр Закинов.